# 奈良県立短期大学
奈良県立短期大学（ならけんりつたんきだいがく、英語: Nara Prefectural Junior College）は、奈良県奈良市船橋町10に本部を置いていた日本の公立大学である。1953年に設置され、1993年に廃止された。大学の略称は県短または奈良短大。

## 概要

### 大学全体
- 奈良県奈良市に所在した日本の公立短期大学で、設置主体は奈良県[3]。
- 1953年開学。設置されていた学科は夜間課程1学科のみで、入学定員は150 名で修業年限は夜間部3年制となっていた。廃止までの卒業者総数は4,237[注 1]である[2]。
- 1989年度の入学生を最後に[注釈 2]、短期大学としての使命を終える[5]。

### 教育および研究
- 奈良県立短期大学は主に商業や経済に関する専門教育に特化した教育が行われていた。
- 1953年6月15日に商経研究会が設置された[2]。

### 学風および特色
- 奈良県立短期大学は勤労の傍らで学業に勤しむ人々に大学教育を開放すべく夜間部が設置されていた。ちなみに、当時夜間課程を置く大学は奈良県内では唯一であった。
- 1965年あたりまでは、小学校教員や中学校教員を含めた公務員が多く在籍していた[2]。

## 沿革
- 1952年
  - 10月15日 文部大臣[注 3]に対し学校教育法第4条に基づく設置認可を申請する[注 4]。
  - 11月7日 奈良県立短期大学設置条例を制定公布(奈良県条例第59号)[6]。
- 1953年
  - 1月31日 左記を以て文部省[注 5]より短期大学の設置が認可される[8]。
  - 4月1日 奈良県立短期大学が以下の学科体制にて開学する。
    - 商経科第二部 入学定員150名
- 1954年
  - 中学校教諭二級免許状（職業）の教職課程を置くことを認められる[9]。
- 1954年
  - 5月1日 学生数[10]/定員
    - 商経科第二部 276[注 6]
- 1973年
  - 4月1日 修業年限を2年制から3年制に変更[11]。
- 1989年
  - 4月1日 この年度をもって学生募集を終了する[注釈 2]。
  - 5月1日 学生数[12]/定員
    - 商経学科 454[注 7]/450
- 1990年
  - 5月1日 学生数[13]/定員
    - 商経学科 325[注 8]/300
- 1991年
  - 5月1日 学生数[14]/定員
    - 商経学科 176[注 9]/150
- 1992年
  - 5月1日 学生数[15]/定員
    - 商経学科 19[注 10]/-
- 1993年
  - 3月31日 左記をもって正式に廃止となる[5]。

## 基礎データ

### 所在地
- 奈良県奈良市船橋町10[注釈 1]

### 象徴
- 奈良県立短期大学のカレッジマークは右記資料にあり[16]。
- 大学歌は山本喜文が作詞、辻井英世が作曲したものとなっている[2]。
- 学生歌は、末武文重が作詞、大野一雄が作曲したものとなっている。こちらには、英訳のものもあり、作詞者は日本語版を作詞した末武文重によるものとなっている[2]。

## 教育および研究

### 組織

#### 学科
- 商経学科第二部 入学定員150名[注釈 3]

#### 専攻科
- なし

#### 別科
- なし

#### 取得資格について
- 教職課程中学校教諭二級免許状（職業）が設けられていたが1979年廃止された[2]。開学当初は、高等学校教諭臨時免許状（商業）も設置されていた[18]。

#### 附属機関
- 附属図書館

### 研究
- 1954年3月に研究機関誌として『研究季報』が創刊された[19]。

## 学生生活

### 学園祭
- 奈良県立短期大学の学園祭は、概ね例年11月に行われ、クラス・ゼミナール毎の模擬店やサークル活動によるパネル展示、芸能人を招いてのアトラクションなどが催された[2]。

## 大学関係者と組織

### 大学関係者組織
- 奈良県立短期大学には同窓会組織があり、発足は1955年3月19日である。廃止された1992年までの間に4,237人が登録されている[2]。
- 後援会なる団体組織は1953年4月19日に発足している[2]。

### 大学関係者一覧
歴代学長
- 勝田吉太郎

出身者
- 谷奥昭弘（元桜井市長）
- 南佳策（元天理市長）

## 施設

### キャンパス
- 設置当初は、奈良県立奈良商工高等学校（現在の奈良県立奈良朱雀高等学校）の校舎を一部借用していたが、1968年より新校舎が竣工されたことで単独使用されるようになった[2]。

### 学生食堂
- 学内に設置されていた[2]。

## 対外関係

### 系列校
- 奈良県立医科大学

## 社会との関わり
- 地域社会の発展に寄与すべく、開かれた大学を目指すべく公開講座を実施していた。1972年に開始された[2]。

## 卒業後の進路について

### 就職について
- 在学者の大半は有職者であったため、就職希望者は少なかった[2]。